# Château de Luchat
 (janvier 2021).
La mise en forme du texte ne suit pas les recommandations de Wikipédia : il faut le « wikifier ».
Les points d'amélioration suivants sont les cas les plus fréquents :
- Les titres sont pré-formatés par le logiciel. Ils ne sont ni en capitales, ni en gras.
- Le texte ne doit pas être écrit en capitales (les noms de famille non plus), ni en gras, ni en italique, ni en « petit »…
- Le gras n'est utilisé que pour surligner le titre de l'article dans l'introduction, une seule fois.
- L'italique est rarement utilisé : mots en langue étrangère, titres d'œuvres, noms de bateaux, etc.
- Les citations ne sont pas en italique mais en corps de texte normal. Elles sont entourées par des guillemets français : « et ».
- Les listes à puces sont à éviter, des paragraphes rédigés étant largement préférés. Les tableaux sont à réserver à la présentation de données structurées (résultats, etc.).
- Les appels de note de bas de page (petits chiffres en exposant, introduits par l'outil «  Source ») sont à placer entre la fin de phrase et le point final[comme ça].
- Les liens internes (vers d'autres articles de Wikipédia) sont à choisir avec parcimonie. Créez des liens vers des articles approfondissant le sujet. Les termes génériques sans rapport avec le sujet sont à éviter, ainsi que les répétitions de liens vers un même terme.
- Les liens externes sont à placer uniquement dans une section « Liens externes », à la fin de l'article. Ces liens sont à choisir avec parcimonie suivant les règles définies. Si un lien sert de source à l'article, son insertion dans le texte est à faire par les notes de bas de page.
- La présentation des références doit suivre les conventions bibliographiques. Il est recommandé d'utiliser les modèles {{Ouvrage}}, {{Chapitre}}, {{Article}}, {{Lien web}} et/ou {{Bibliographie}}. Le mode d'édition visuel peut mettre en forme automatiquement les références.
- Insérer une infobox (cadre d'informations à droite) n'est pas obligatoire pour parachever la mise en page.

Pour une aide détaillée, merci de consulter Aide:Wikification.
Si vous pensez que ces points ont été résolus, vous pouvez retirer ce bandeau et améliorer la mise en forme d'un autre article.
Le château ou logis de Luchat est situé à Luchat en Charente-Maritime, au nord du bourg. Il domine dans sa partie septentrionale la riche vallée de l'Arnoult, qui coule au pied de ses jardins.

## Historique
Le devoir auquel les seigneurs de Luchat étaient soumis sous l'ancien régime envers leurs suzerains, les barons Didonne, prouve que l'origine du fief de Luchat est antérieure aux années 1370. Cependant, le premier propriétaire connu est un certain Savary de Ransanne, en 1446 .  
La terre, qui avait droit de haute, moyenne et basse justice, échoit au siècle suivant aux Saint-Martin, avant que Marie de Saint-Martin, héritière des lieux, ne l'apporte en dot à René Arnaud, seigneur de La Garenne, qu'elle épouse en 1595.  
Devenue quelques années plus tard la propriété d'Isaac Le Tourneur, la terre de Luchat est vendue en 1638 à René Bauld, avocat à Marennes , puis en 1643 à Martin de Bergeron, directeur des fortifications de Brouage et des îles d'Oléron et de Ré , avant d'être cédée en 1645 à un gentilhomme parisien, François de Canto .  
Mise en vente à la fin du règne de Louis XIV par Françoise de Canto, la seigneurie de Luchat est acquise en 1714 par Gérauld Galibert, conseiller du roi au présidial de Saintes, qui est aussitôt contraint de la céder à Jean-Pierre Labat, conseiller du roi, élu en l'élection de Saintespuis conseiller référendaire en la chancellerie près la cour des Aides de Guyenne. Après sa mort, survenue en 1746, la terre de Luchat revient à son neveu, Pierre Darthez-Labat, lieutenant-général de l'Amirauté de Brouage, îles et côtes de Saintonge.  
À la Révolution, le château reste aux mains de sa famille, malgré la mise en détention de sa veuve, Marie-Catherine Lardreau, renfermée à Brouage en 1794 . Puis le domaine revient à ses enfants et à ses petits-enfants qui le vendent à leur tour, en 1809, à André-Pharamond de Saint-Légier (1763-1844), contre-amiral en retraite , issu de l'un des plus importants lignages nobles de Saintonge. Lui-même le cède, en 1824 , à Denis-René-Charles de Gigord (1776-1859), sous-préfet de Marennes (1816) puis de Saintes (1818). 
Seule partie bénéficiant d'une reconnaissance historique, l'ancien colombier seigneurial est classé monument historique par arrêté du 2 septembre 1994.

## Architecture
L'ensemble des bâtiments du château délimitent une vaste cour rectangulaire bordée de dépendances sur les fronts est, sud et ouest. Construit entre la cour et un jardin à la française clos, composé de petites allées et de buis taillés, le corps de logis occupe le front nord. Il s'agit d'un sobre corps de bâtiment rectangulaire qui a été entièrement réaménagé après l'achat de 1714. Coiffé par une toiture à combles brisés couverte d'ardoises et curieusement dépourvue de lucarnes, il comprend deux niveaux. 
Un désaxement par rapport aux dépendances et la présence à différentes endroits de pierres d'attente dans la maçonnerie laissent supposer que l'extrémité orientale du logis n'a pas été réalisée comme prévu. Ce constat est corroboré par une dissymétrie encore plus flagrante côté jardin, qui est induite par la réutilisation de l'ancien pavillon marquant l'angle nord-ouest du logis, pour y insérer une cage d'escalier dotée d'une élégante rampe en forgé réalisée au XVIIIe siècle.   
Un ancien pigeonnier seigneurial circulaire et isolé se dresse au nord-ouest de l'ensemble des bâtiments. Datant de la fin du XVIe siècle, il est bâti en pierre de taille et possède, outre ses 400 boulins ou nids de pigeons en terre cuite, une coupole à assises concentriques, ainsi que trois lucarnes. Il est couronné par un élégant lanternon. 